# Bioreaktor
Bioreaktor je umeten sistem, v katerem teče biološki proces, s katerim pridemo do človeku uporabnih snovi. Namen bioreaktorja je zagotoviti takšne pogoje uporabljenim organizmom (največkrat so to mikroorganizmi ali rastline), pri katerih je produkcija teh snovi največja. To pomeni zagotavljanje optimalnih abiotskih pogojev (temperature, slanosti, osvetljenosti), gostote osebkov, učinkovito dovajanje hrane in kisika ter odvajanje odpadnih produktov.
S konstruiranjem bioreaktorjev se ukvarja veja biokemije, imenovana biokemijsko inženirstvo.
Poleg za pridobivanje produktov bioloških procesov so lahko bioreaktorji namenjeni tudi gojenju celic in tkivnih kultur za preučevanje ter organizmov, ki izvajajo biološko čiščenje.

## Delitev
Poznamo več tipov bioreaktorjev glede na tehnološke rešitve in zahteve gojenih organizmov.
1. glede na biološki katalizator: encimski, mikrobni
2. glede na zahteve bioprocesa:
  1. glede na pogoje delovanja: nesterilni (čistilne naprave, komposti), sterilni (pridelava antibiotikov, encimov, hormonov,...)
  2. glede na prisotnost, odsotnost kisika: aerobni, anaerobni (odvisno od zahtev uporabljenih organizmov)
3. glede na velikost: laboratorijski (do 100 L), polindustrijski (100-1000 L), industrijski (več kot 1000 L)
4. glede na način mešanja: mehansko, s črpalko, s curkom vstopnega plina
5. glede na princip delovanja: šaržerni, kontinuirani, polkontinuirani